# Megapsyrassa chiapaneca
Megapsyrassa chiapaneca är en skalbaggsart som beskrevs av Giesbert 1993. Megapsyrassa chiapaneca ingår i släktet Megapsyrassa och familjen långhorningar. Inga underarter finns listade i Catalogue of Life.